# Quirico Semeraro
Quirico Semeraro, meglio conosciuto come Rico Semeraro (Lecce, 11 luglio 1966), è un imprenditore e dirigente sportivo italiano.
È stato presidente dell'Unione Sportiva Lecce dal 2002 al 2005 e più volte consigliere di Lega Calcio.

## Carriera
Imprenditore attivo insieme alla sua famiglia in vari settori tra cui finanza (Banca del Salento), petrolio, sanità e turismo.
Fin da 1994 la famiglia Semeraro assume il controllo del Lecce e ne affida la presidenza all'avvocato Mario Moroni. Solo nel 2002 Rico Semeraro assume la guida diretta della società con il fratello Pierandrea e lo stesso Moroni come vice-presidenti. 
Il 13 settembre 2005, in seguito ad una violenta contestazione dei tifosi, Rico Semeraro e tutta la gestione abbandonano l'amministrazione societaria fino al termine della stagione conclusasi con la retrocessione dei giallorossi. La stagione seguente il ruolo di presidente è assunto dal padre di Rico, Giovanni Semeraro, che verrà poi seguito dall altro figlio Pierandrea (fratello dello stesso Rico) per un anno.
Rico Semeraro è stato anche consigliere di Lega eletto nel 2003 in sostituzione di Stefano Tanzi
È proprietario della società immobiliare Le Querce Srl, e nel 2012 acquisisce nel Salento il Regina Pacis, ex centro di permanenza temporanea (il più grande d'Italia), per trasformarlo in hotel a 5 stelle.